# Station Wądroże Małe
Station Wądroże Małe is een spoorwegstation in de Poolse plaats Wądroże Małe.